# Mala Ponca
Mala Ponca, tudi Mala Martuljška Ponca ali Mala Rutarska Ponca (Rute so star izraz za Gozd Martuljek) se nahaja v osrčju Martuljške skupine gora v Julijskih Alpah. Vzhodno vrha gore se nahaja Velika Martuljška Ponca (2602 m), ki je sedma najvišja gora v Sloveniji. Poti na goro niso urejene, primerna je za izkušene gornike z alpinistično opremo. Izhodišče za vzpon na Malo Ponco je lahko Koča v Krnici ali visokogorska krnica, imenovana Pod srcem. Na vrhu je vpisna skrinjica. Še ena pot pa je iz krnice Za Akom.